# 蘇州駅
蘇州駅（そしゅうえき､中文表記: 苏州站､英文表記: Suzhou Railway Station）は中華人民共和国江蘇省蘇州市姑蘇区に位置する中国鉄路総公司上海鉄路局および蘇州軌道交通が管理する駅である。

## 利用可能な路線
- 中国鉄路総公司
  - 京滬線
  - 滬寧都市間鉄道
- 蘇州軌道交通

■2号線
■4号線

## 駅構造
滬寧都市間鉄道の乗り場は島式ホーム1面の両側に単式ホーム2面を持つ3面6線の橋上駅で、通過用の本線2線を持つ。
京滬線は島式・相対式ホーム3面5線の地上駅。跨線橋は橋上駅につながっている。今後滬寧都市間鉄道ホームに隣接した場所に移設される予定である。
旧駅舎は線路の南側にある。中国の歴史的な建築のデザインを取り入れた駅舎であるが、急激に増加した列車本数に待合室の規模等が対応できておらず、2000年代に入ってからは常に混雑していた。旧駅舎の駅前広場は蘇州旧市街を取り囲む堀川に面しているため、そのままでは拡張することができず、新駅舎は線路の北側に作られることになった。この新駅舎は近代的なデザインと伝統的なデザインを融合させた建物で、幾何学的な構造に木造建築を思わせるデザインを取り入れている。また、駅舎正面には扁額を思わせるデザインの駅名標が掲出されている。
2010年7月1日の滬寧都市間鉄道開業に伴い、新駅舎が使用開始になり旧駅舎は閉鎖された。ただし、新駅前広場である蘇州駅北広場は引き続き整備中であったため、仮バスターミナルは駅舎から西へ200メートルのところに作られた。その後2011年7月1日に北駅前広場は完成した。今後在来線である京滬線の移設後、旧駅前広場と現京滬線用地をつなげた新しい南駅前広場が整備される予定である。
地下にタクシー乗り場がある。
なお、旧駅舎は仮囲いで囲まれているものの、2010年9月現在取り壊されていない。

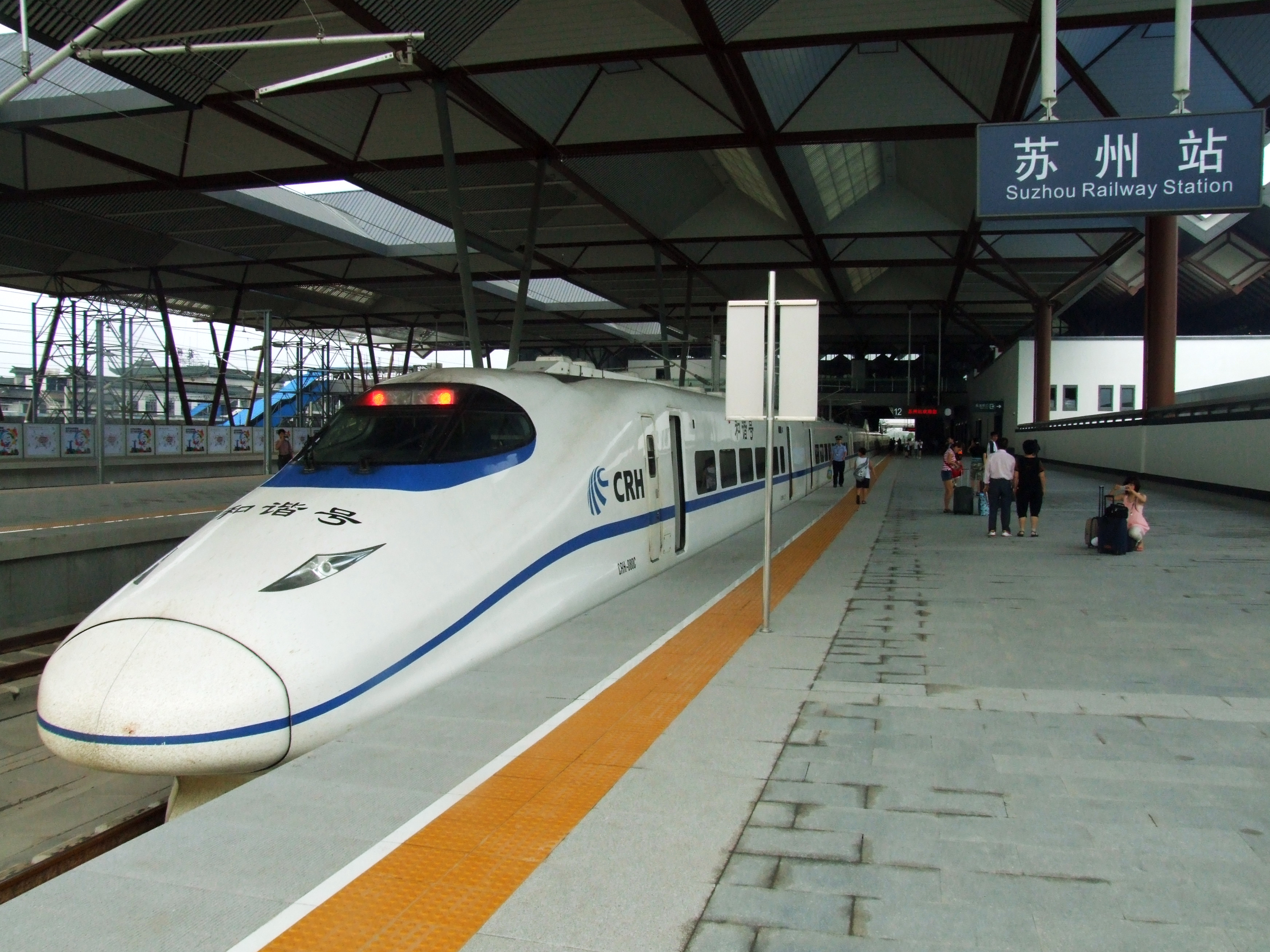
新駅12番ホーム
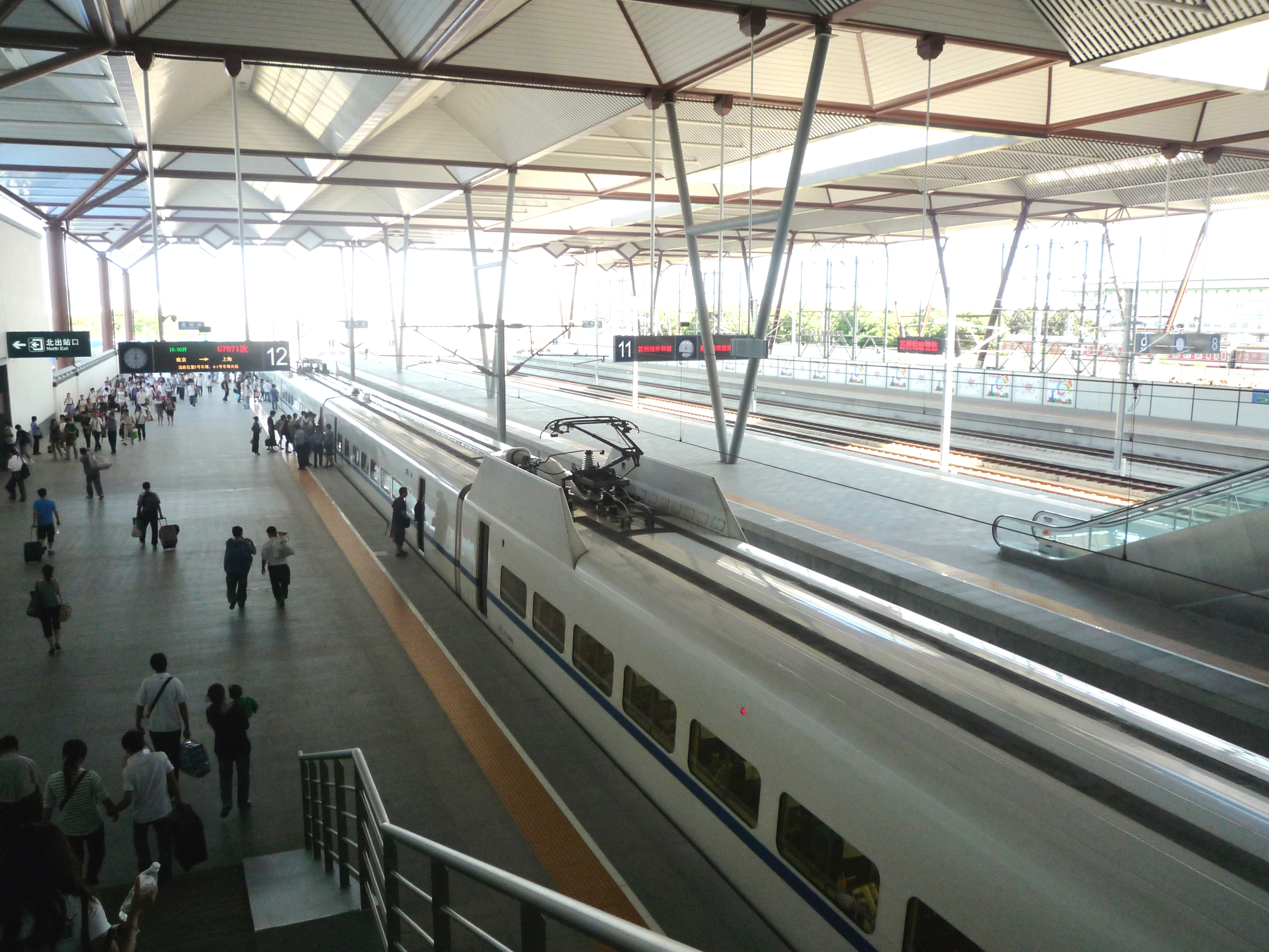
新駅構内全景
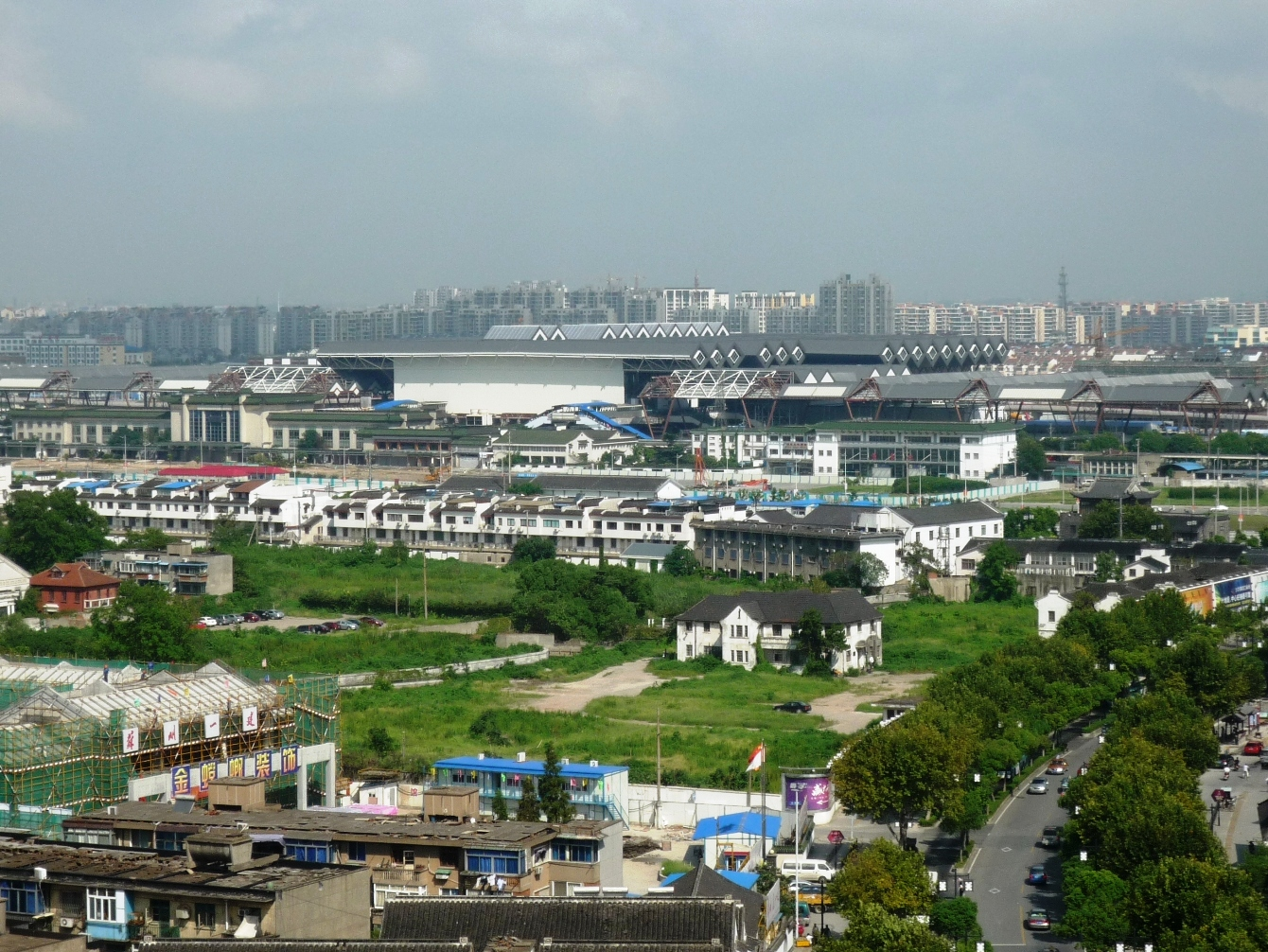
駅遠望
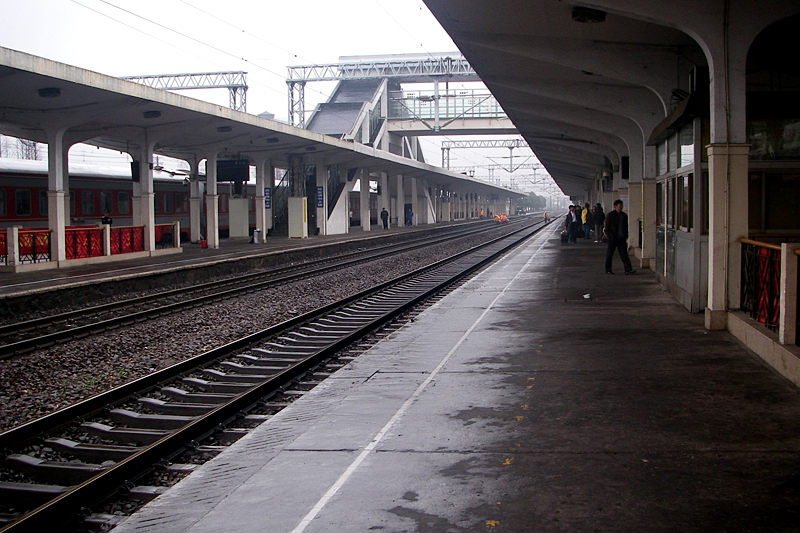
京滬線（在来線）ホーム
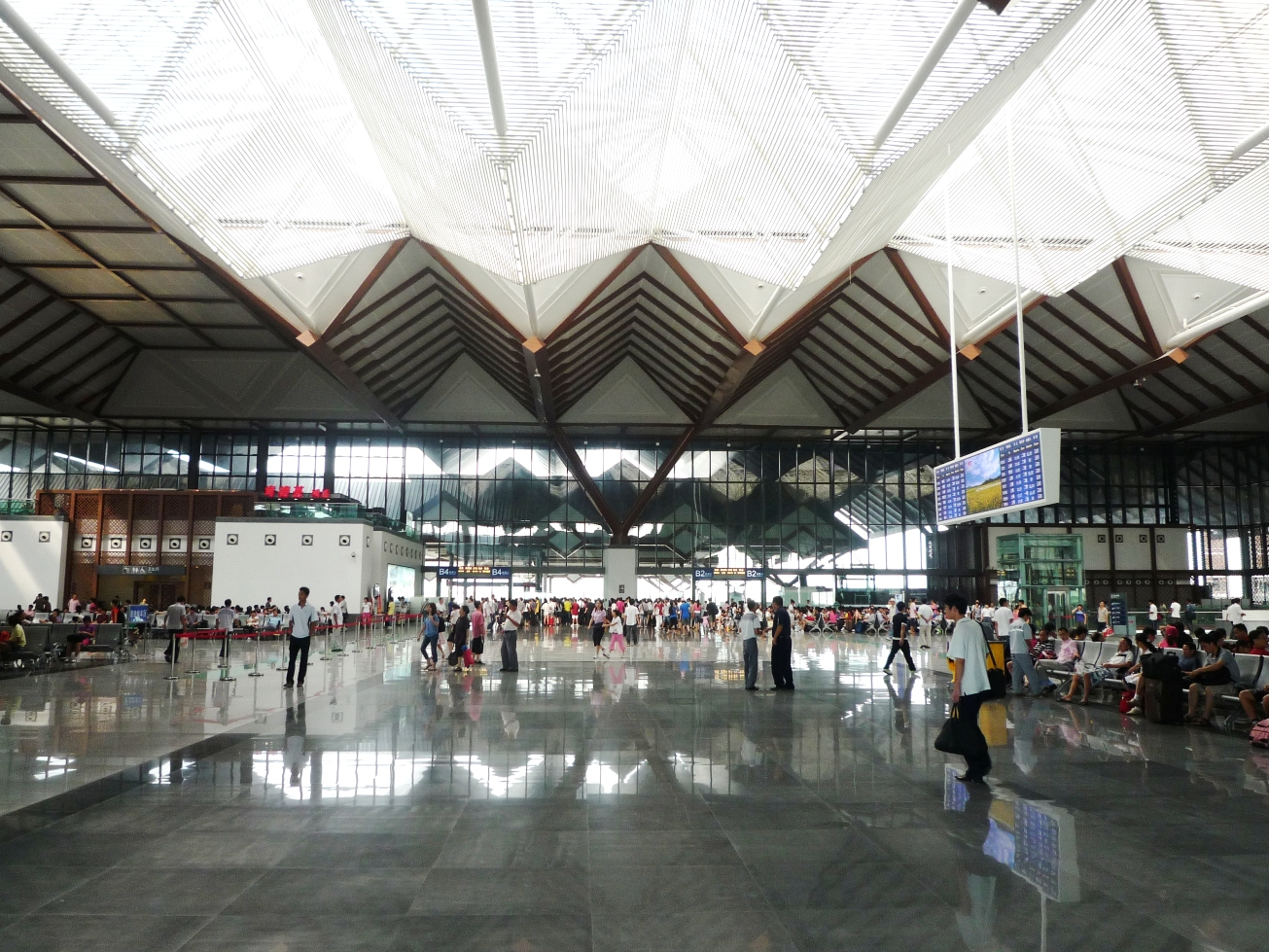
待合ホール2階
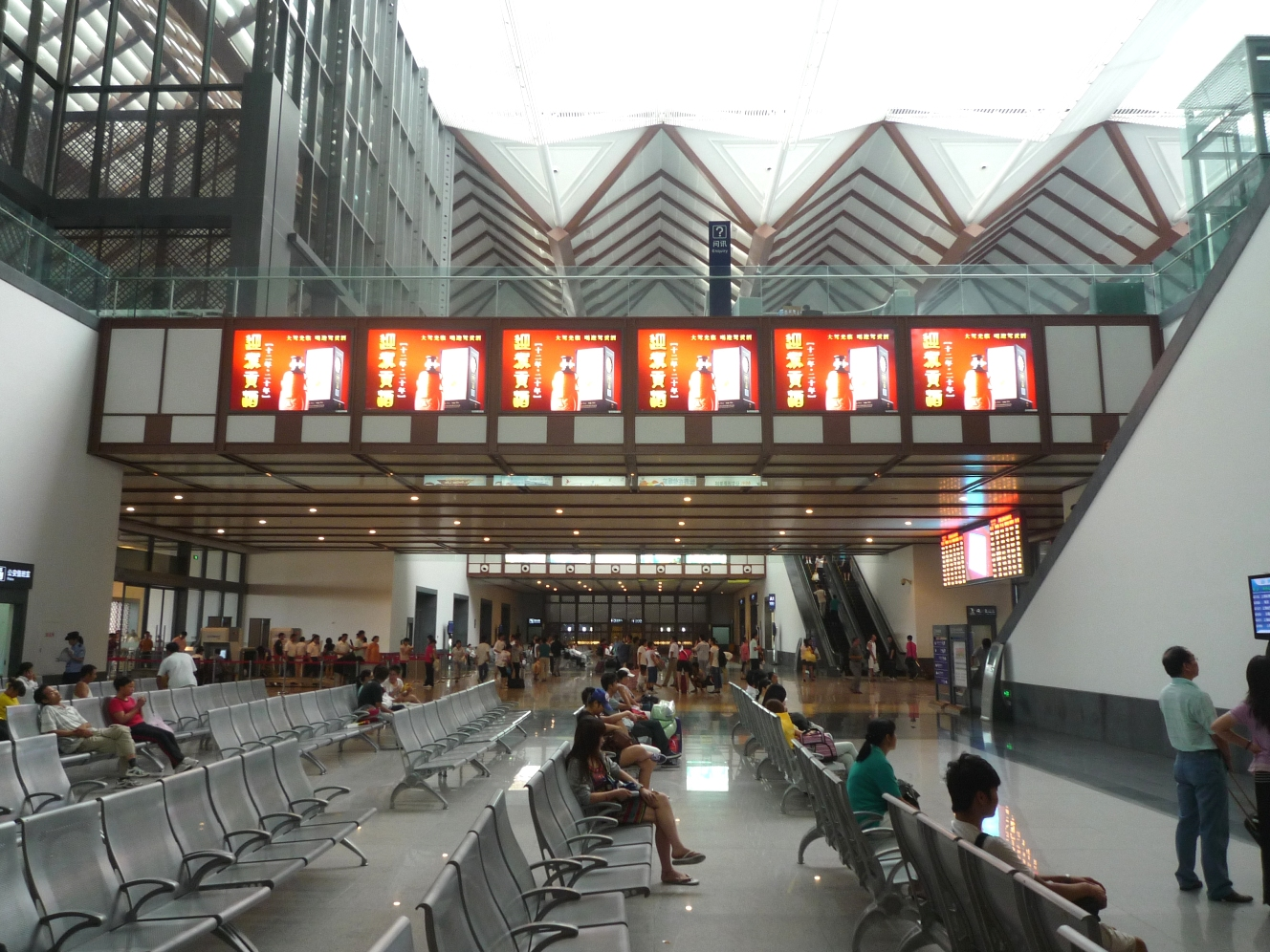
待合ホール1階
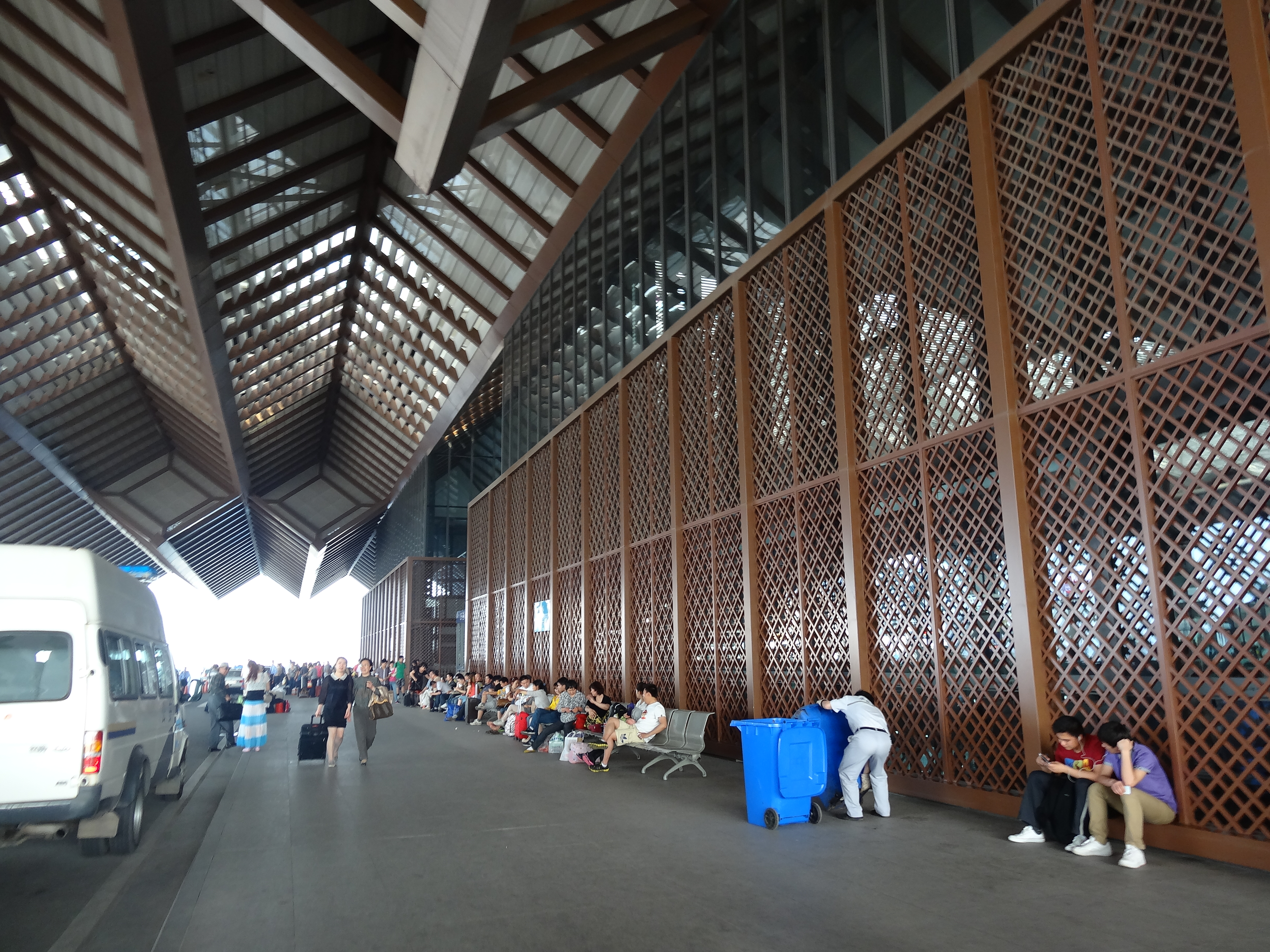
2階車寄せ
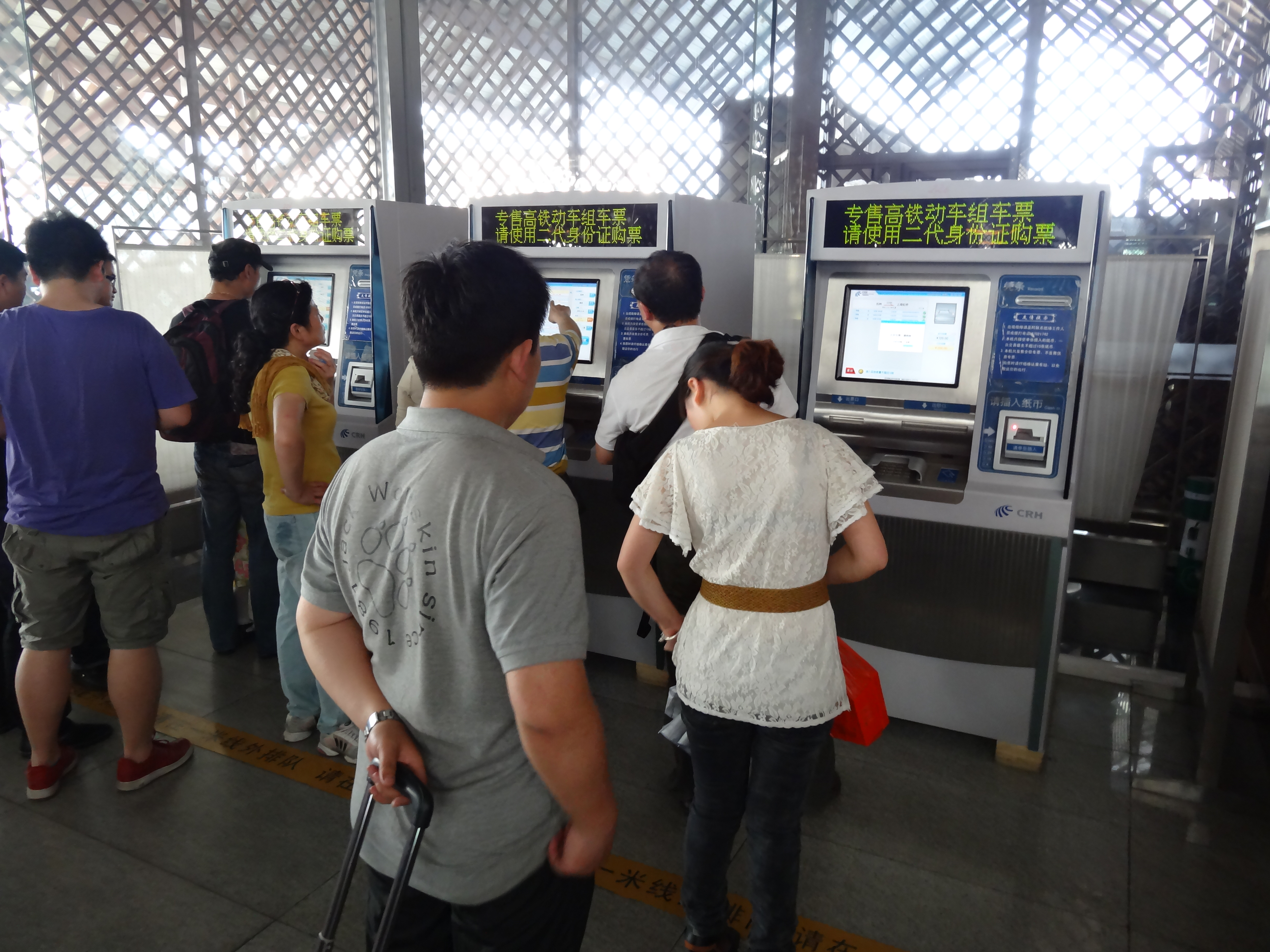
CRH自動券売機
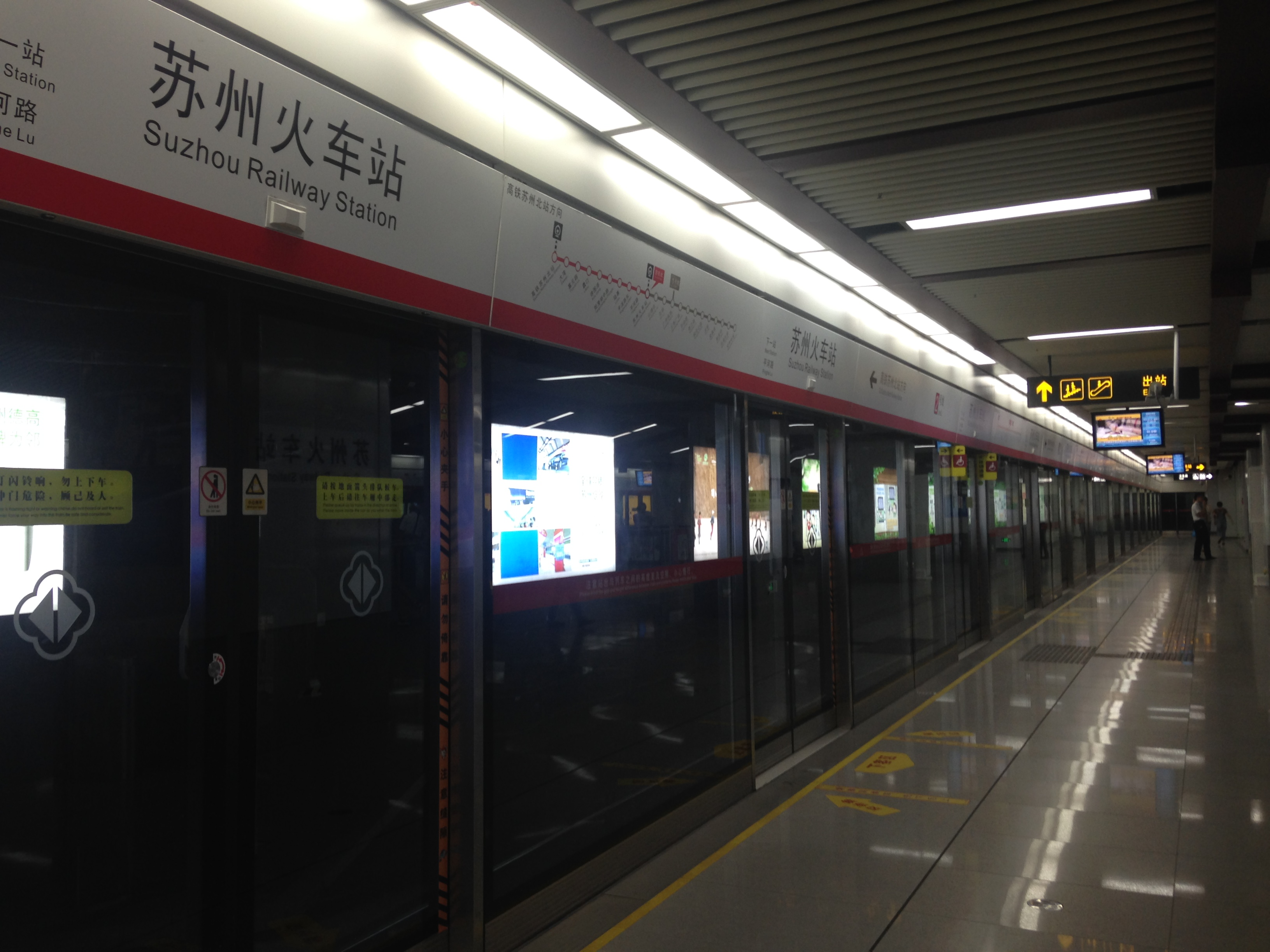
地下鉄2号線のホーム

## 駅周辺
再開発が行われている。蘇州軌道交通2号線、4号線が乗り入れている。

## 歴史
- 1906年7月16日 - 開業。

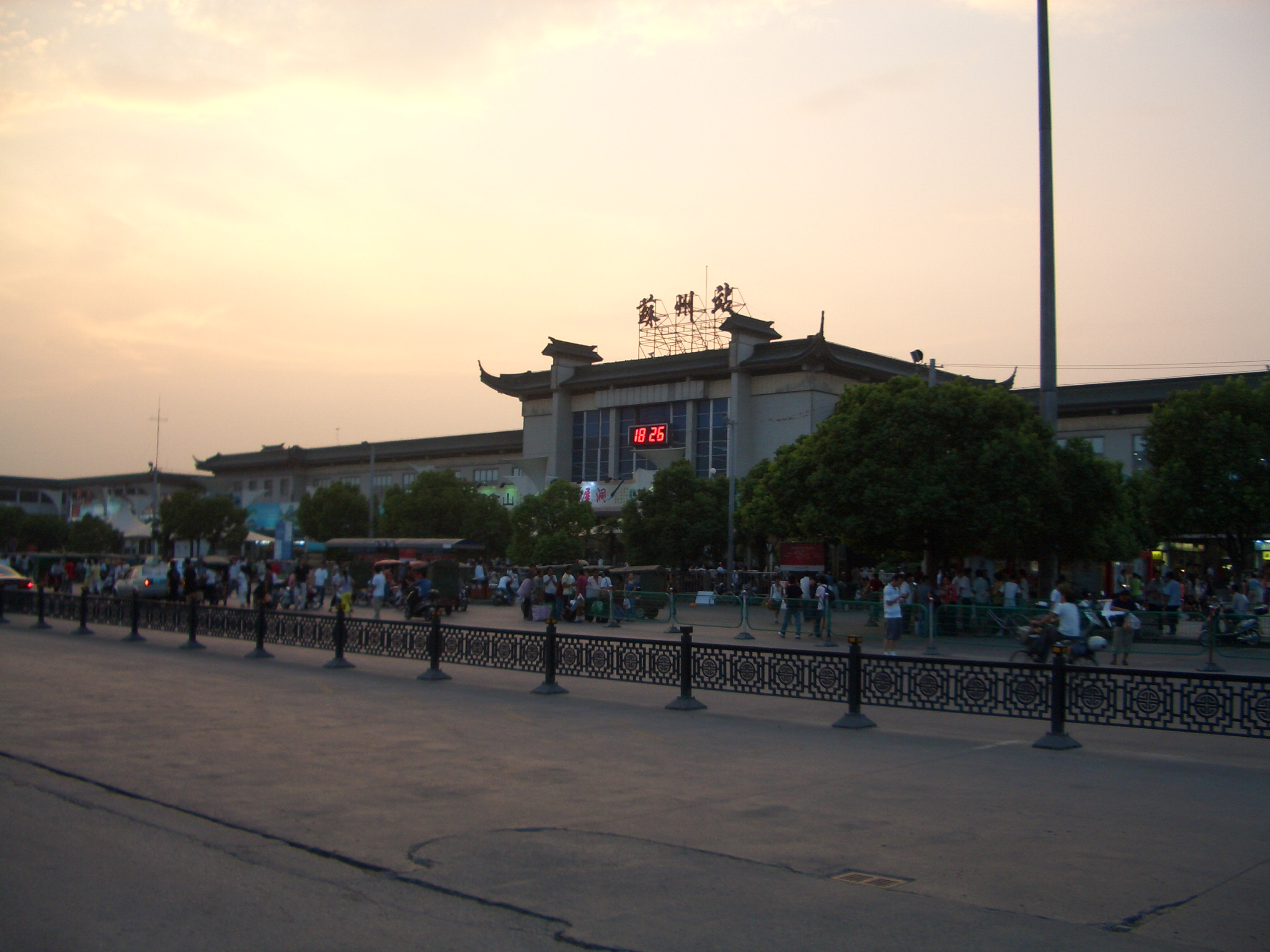
旧駅舎

- 2010年7月1日 - 滬寧都市間鉄道が開通し、新駅舎と滬寧都市間鉄道用新ホームが使用開始になる。旧駅舎は閉鎖される。
- 2013年12月28日 - 蘇州軌道交通2号線が開通した。
- 2017年4月15日 - 蘇州軌道交通4号線が開通。

## 隣の駅
中国鉄路総公司
京滬線
蘇州西駅 - 蘇州駅 - 唯亭鎮駅
滬寧都市間鉄道
蘇州新区駅 - 蘇州駅 - 蘇州園区駅
蘇州軌道交通
■2号線
平河路駅 - 蘇州火車站駅 - 山塘街駅
■4号線
蘇錦駅 - 蘇州火車站駅 - 北寺塔駅